# اس‌تی‌اس-۹۰
اس‌تی‌اس-۹۰ (انگلیسی: STS-90) یکی از ماموریت‌های برنامه شاتل‌های فضایی بود که در تاریخ ۱۷ آوریل ۱۹۹۸ از پایگاه فضایی کندی به فضا پرتاب شد. این ماموریت توسط شاتل کلمبیا انجام گرفت و هدف اصلی آن حمل آزمایشگاه فضایی جهت انجام برخی تحقیقات زیست‌شناسی در فضا بود.